# Helena Jonsson
Hanna Helena Jonsson(-Ekholm) (Helgum, 1984. szeptember 6. –) svéd sílövő. 2002-től kezdődően indult nagyobb nemzetközi biatlon versenyeken, pályafutása első éveiben főleg az Európa-kupában és a Junior világbajnokságokon szerepelt.
A felnőttek mezőnyében, a világkupában 2005-ben mutatkozott be. Évről évre egyre jobb eredményeket felmutatva, a 2008/2009-es szezon végén összetettben felállhatott a dobogó legmagasabb fokára.
Világbajnokságon 2006-ban szerepelt első alkalommal, és a svéd váltóval a hatodik helyen ért célba. 2007-ben, Olaszországban, már dobogóra is állhatott, aranyérmet nyert a váltóval. 2009-ben, Dél-Koreában, három érmet nyert: első lett az üldözőversenyben, második a vegyes váltóval, és harmadik a tömegrajtos indítású viadalon.

## Eredményei

### Olimpia
| Év   | Olimpia   | Versenyszám | Versenyszám | Versenyszám   | Versenyszám | Versenyszám | Versenyszám |
| Év   | Olimpia   | Egyéni      | Sprint      | Üldözőverseny | Tömegrajtos | Váltó       |             |
| ---- | --------- | ----------- | ----------- | ------------- | ----------- | ----------- | ----------- |
| 2010 | Vancouver | 49          | 12          | 14            | 10          | 5           |             |

### Világbajnokság
| Év   | Világbajnokság   | Versenyszám | Versenyszám | Versenyszám   | Versenyszám | Versenyszám | Versenyszám  |
| Év   | Világbajnokság   | Egyéni      | Sprint      | Üldözőverseny | Tömegrajtos | Váltó       | Vegyes váltó |
| ---- | ---------------- | ----------- | ----------- | ------------- | ----------- | ----------- | ------------ |
| 2006 | Pokljuka         | ----        | ----        | ----          | ----        | ----        | 6            |
| 2007 | Rasen-Antholz    | 18          | 4           | 15            | 8           | 1           | 1            |
| 2008 | Östersund        | 11          | 24          | 15            | 5           | 8           | 4            |
| 2009 | Phjongcshang     | 8           | 5           | 1             | 3           | 5           | 2            |
| 2010 | Hanti-Manszijszk | ----        | ----        | ----          | ----        | ----        | 3            |

### Világkupa
| Helyezés | 42 | 17 | 9 | 1 | 3 |

| 2006/07    | Rasen-Antholz Vegyes váltó (VB) Hanti-Manszijszk Tömegrajtos                                                                      | | |
| 2007/08    | | Ruhpolding Sprint                                                                                            | Hochfilzen Váltó                                                                                       |
| 2008/09    | Östersund Egyéni Rasen-Antholz Tömegrajtos Phjongcshang Üldözőverseny (VB) Vancouver Sprint                                       | Oberhof Sprint Ruhpolding Váltó Phjongcshang Vegyes váltó (VB) Trondheim Sprint Hanti-Manszijszk Tömegrajtos | Hochfilzen Sprint Oberhof Tömegrajtos Phjongcshang Tömegrajtos (VB)                                    |
| 2009/10    | Östersund Egyéni Hochfilzen Üldözőverseny Pokljuka Egyéni Ruhpolding Váltó Ruhpolding Tömegrajtos                                 | Hochfilzen Sprint Oberhof Sprint Oberhof Tömegrajtos                                                         | Hochfilzen Váltó Hanti-Manszijszk Sprint Hanti-Manszijszk Vegyes váltó (VB)                            |
| 2010/11    | Hochfilzen Üldözőverseny Pokljuka Vegyes váltó Oberhof Váltó Oberhof Tömegrajtos Presque Isle Sprint Hanti-Manszijszk Egyéni (VB) | Rasen-Antholz Váltó                                                                                          | Östersund Egyéni Östersund Üldözőverseny Ruhpolding Egyéni Hanti-Manszijszk Üldözőverseny (VB)         |
| 2011/12    | | Hochfilzen Üldözőverseny Nové Město na Moravě Egyéni Nové Město na Moravě Üldözőverseny                      | Hochfilzen Sprint Ruhpolding Egyéni (VB)                                                               |
| Összesítés | Egyéni: 4 Sprint: 2 Üldözőverseny: 3 Tömegrajtos: 4 Váltó: 2 Vegyes váltó: 2 ------------ Összesen: 17                            | Egyéni: 1 Sprint: 5 Üldözőverseny: 2 Tömegrajtos: 2 Váltó: 2 Vegyes váltó: 1 ------------ Összesen: 13       | Egyéni: 3 Sprint: 3 Üldözőverseny: 2 Tömegrajtos: 2 Váltó: 2 Vegyes váltó: 1 ------------ Összesen: 13 |